# 有澤一華
有澤一華（2003年12月23日—），現為Hello! Project旗下女子偶像團體組合Juice=Juice的六期成員。隸屬於UP-FRONT AGENCY公司。

## 簡歷

### 2018年
- 參加「Hello!Project“ONLY YOU”Audition」後落選(有澤是在截止前1分鐘提出申請，因為沒有得到回覆，所以並沒有參加正式的選秀過程)。

### 2020年
- 參加「ANGERME ONLY ONE Audition～私を創るのは私～」於最終審查時落選。
- 11月4日，與石山咲良加入Hello! Pro研修生作為第31期生。

### 2021年
- 5月29日，於『Hello! Project 研修生発表会2021 ～春の公開実力診断テスト～』中表演早安少女組。的歌曲「SONGS」獲得「Director賞」。
- 7月7日，與入江里咲、江端妃咲以第六期生加入Juice=Juice。

## 人物
- 特技是拉小提琴（出道單曲『Future Smile』間奏的小提琴演奏正是由有澤所演奏）、英語會話、彈鋼琴。擁有絕對音感。
- 興趣是吃東西、音樂鑑賞（分析）。
- 喜歡的音樂類型為早安家族的歌曲、70年代80年代西洋樂、Classic、JAZZ。
- 喜歡的運動為折返跑(シャトルラン)、空手道。
- 座右銘『日日是好日』。

## 外部連結
- 有澤一華 Hello!Project官方頁面 （页面存档备份，存于）
- Juice=Juiceオフィシャルブログ  （页面存档备份，存于）